# Manifestations de 2020 et 2021 en Nouvelle-Calédonie
Des manifestations ont lieu en Nouvelle-Calédonie entre le 7 décembre 2020 et le 4 mars 2021, après la vente d'une usine de nickel.

## Contexte: la question de la reprise de l'usine du Sud
Ce conflit entre pro et anti-indépendantistes concerne la mise en vente par Vale de l'usine du Sud.
Les indépendantistes prônent ainsi un socialisme et nationalisme industriel, assurant au territoire « la maîtrise de la ressource et le contrôle des outils de production », qui prendrait la forme d'une reprise par la Société financière et de développement de la Province Nord (Sofinor, déjà propriétaire de la SMSP et donc de l'usine du Nord), associé au coréen Koréa Zinc. Mais ce consortium annonce son retrait le 7 décembre 2020. 
Les « Loyalistes », menés par la présidente de l'Assemblée de la Province Sud Sonia Backès, défendent une ligne libérale soutenant un partenariat entre des acteurs publics (surtout la Société de participation minière du Sud calédonien SPMSC qui réunit les trois provinces, à majorité pour le Sud) et privés, d'abord avec l'australien New Century Resources qui finalement se retire le 8 septembre 2020,, puis un consortium unissant le suisse Trafigura à des investisseurs locaux,,,.
Ce conflit, dans un contexte de tensions ravivées par le résultat du référendum du 4 octobre 2020, donne lieu à des manifestations parfois violentes.

## Déroulement
Le collectif « Usine du Sud = usine pays » (USUP) et l'Instance coutumière autochtone de négociation (ICAN, qui regroupe les autorités coutumières) de Raphaël Mapou, soutenus par les partis indépendantistes (FLNKS, DUS ainsi que le Mouvement nationaliste pour la souveraineté de Kanaky MNSK qui regroupe le Parti travailliste et le Mouvement nationaliste, indépendantiste et souverainiste MNIS), réclament une reprise « pays » de cette importante structure industrielle. Pour obtenir gain de cause, ils organisent des blocages de route notamment au niveau de Saint-Louis ou des dégradations sur le site de l'usine dès le 7 décembre 2020. Des vidéos ont été partagées sur internet montrant des civils armés faire face aux manifestants ayant érigé des barrages routiers.
Les conséquences sont tant économiques que sociales politiques : l'usine est mise à l’arrêt et les stations services sont restées fermées en solidarité avec celles bloquées du Mont-Dore le 10 décembre 2020, plusieurs communes ont décidé de fermer les écoles le lendement, le gouvernement local, à majorité loyaliste, chute le 2 février 2021 par la démission collective de ses membres indépendantistes et le nouvel exécutif élu le 17 février suivant est le premier depuis l'accord de Nouméa à avoir une majorité de partisans de l'accès à la souveraineté. Sonia Backès, les non-indépendantistes ou des gérants de commerces demandent en appellent régulièrement à l'État pour maintenir l'ordre, défendant la fermeté contre les auteurs des violences, et qualifiant la chute du gouvernement de « coup d'État »,. Mais Sonia Backès propose également un compromis le 10 janvier 2021, qui consisterait à augmenter l'actionnariat néo-calédonien pour le rendre majoritaire à 51 % (via la SMSP, la société d'investissement de la Province Sud PromoSud et la participation des salariés) et à faire descendre celui de Trafigura en-dessous des 20 %.
Finalement un accord politique est signé le 4 mars 2021 sous la conduite du président du Congrès Rock Wamytan (qui a servi de « facilitateur » dans les négociations) entre les représentants de l'USUP et de l'ICAN ainsi que du FLNKS et des Loyalistes. Le projet de reprise par une alliance publique-privée avec Trafigura, baptisée Prony Resources, est conservée, mais avec 51 % de participation privée néo-calédonienne non diluable (30 % pour la Compagnie financière de Prony qui réunit les investisseurs néo-calédoniens et 21 % pour les employés et la population locale), 30 % pour la SPMSC (et donc les provinces, qui ne devaient posséder que 10 % voire au maximum 20 % avec PromoSud dans la première proposition de ce consortium) contre moins de 20 % pour le groupe suisse (19 % au lieu des 25 % initialement prévus). Bien que non actionnaire, le géant américain de la construction de voitures électriques Tesla intègre le projet pour servir « de conseiller technique dans le développement et l’amélioration du procédé industriel, dans le cadre d’un accord d’approvisionnement à long terme de sa chaîne de production », assurant un débouché durable au « nickel éthique » que devra produire l'usine. Plus encore, les titres miniers du gisement de Goro auquel est adossée l’usine seront détenus par la collectivité de la Province Sud (via PromoSud) et donneront droit à une redevance,.